# Marie-Joseph Peyre
Pour les articles homonymes, voir Peyre.
Marie-Joseph Peyre (1730-1785) dit « Peyre l'ancien » est un architecte français.

## Biographie
Il commence sa formation en suivant les cours de Jean-Laurent Legeay, en compagnie d'autres architectes en devenir : Étienne-Louis Boullée, Charles De Wailly ou Pierre-Louis Moreau-Desproux. Il est ensuite élève de Jacques-François Blondel, il est Prix de Rome en 1751. Il séjourne à Rome à partir de 1753. Architecte du roi, il devient membre de l'Académie royale d'architecture en 1767.
Il est le frère de Antoine-François Peyre dit « Peyre le jeune », de 9 ans son cadet et architecte comme lui et le père de Antoine-Marie Peyre dit « Peyre fils » (1770-1843), également architecte.
Marie-Joseph Peyre, architecte du roi et de son Académie royale d'architecture, inspecteur des bâtiments de Sa Majesté meurt le 11 août 1785 à Choisy-le-Roi, où il est inhumé.

## Réalisations
- La Folie Le Prêtre de Neubourg : Peyre construit en 1762 une folie pour le financier Le Prestre de Neubourg au 68 boulevard des Gobelins.
- Le théâtre de l'Odéon : en 1767, Marie-Joseph Peyre et Charles De Wailly travaillent au projet du nouveau Théâtre-Français, l'actuel théâtre de l'Odéon. Le 26 mars 1770, un arrêté du Conseil ordonne l'exécution du projet sur le terrain du jardin de l'hôtel du Prince de Condé. En 1773, le projet de Peyre et De Wailly est mis en concurrence avec celui de Moreau-Desproux, architecte de la Ville de Paris, beau-frère de Peyre et ami intime de De Wailly. Mais grâce à Monsieur, frère du roi, le projet Peyre et De Wailly est définitivement arrêté à l'automne 1778. Les travaux débutent en mai 1779. L'emplacement du théâtre a été très légèrement modifié par rapport au projet initial, de manière à le rapprocher du palais du Luxembourg, demeure de Monsieur, pour qu'il « soit un nouvel agrément pour leur habitation ». Devant l'opposition des comédiens du Français à cet emplacement, la Chambre leur signifie « qu'on leur retirerait leurs privilèges et pensions et qu'on formerait une autre troupe, s'ils persistaient dans leur opposition ». Le 16 février 1782, les comédiens du Français sont installés dans leurs nouveaux murs. Le nouveau Théâtre-Français est inaugurée par la reine Marie-Antoinette le 9 avril 1782. Ce théâtre est accompagné d'un lotissement typique des embellissements urbains du XVIIIe siècle.
- Le château-bastide Borély de style néoclassique sis à Marseille au cœur du parc du même nom et d'un jardin à la française
- Cloitre et chapelle du couvent de la Visitation Saint-Jacques du Faubourg Saint-Jacques en 1780[2].
- La caserne de la Garde républicaine, 10 rue de Tournon dans le 6e arrondissement de Paris : en 1783, selon Louis Hautecoeur, Marie-Joseph Peyre procède pour le compte du duc de Nivernais[3] à la réalisation de travaux de modernisation importants sur l'hôtel de Nivernais, l'ancien hôtel des Ambassadeurs extraordinaires acquis le 8 février 1748 par le comte de Maurepas et le marquis de Pontchartrain en échange de leur hôtel situé rue Neuve des Petits-Champs.
- Immeuble de rapport au no 187 rue Saint-Jacques à Paris pour le couvent de la Visitation.

## Projets non réalisés
Marie-Joseph Peyre est l'auteur d'un projet remarqué de cathédrale avec deux palais en 1753 ou 1754 présenté au concours clémentin de l'Académie de San Luca,.

## Galerie
|  |  |  |

## Publications
- Marie-Joseph Peyre, Œuvres d'architecture de Marie-Joseph Peyre ancien pensionnaire de l'académie de Rome (nouvelle édition) : Nouvelle édition, augmentée d'un Discours sur les monumens des anciens comparés aux nôtres et sur leur manière d'employer les colonnes, Paris, Panckoucke, 1795, 24 p. (BNF 31096788) lire en ligne sur Gallica